# John Stewart Napier
Pour les articles homonymes, voir Napier.
Cet article possède un paronyme, voir John Napier (homonymie).

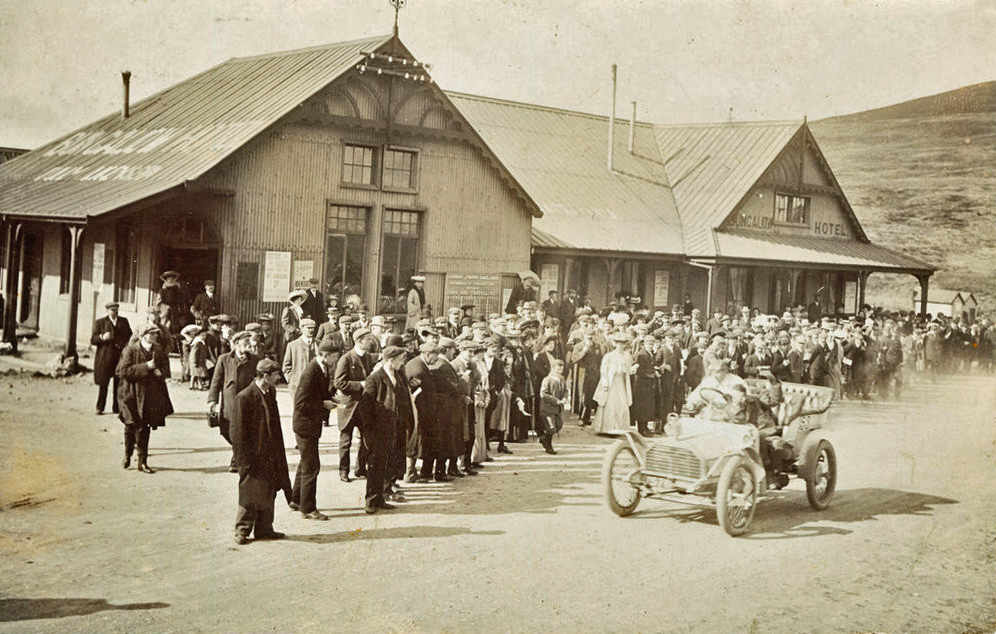
John Napier sur Arrol-Johnston, vainqueur du premier RAC Tourist Trophy, en 1905.

John Stewart Napier (J. S. Napier), né en 1871 à Glasgow, est un ancien ingénieur automobile et pilote automobile écossais dirigeant d'entreprise. Son grand-père était Robert Napier (1791-1876), un ingénieur également écossais concepteur de bateaux à vapeur reconnu, et son père James (né en 1821), également ingénieur et fils aîné de Robert, ayant sept enfants dont six vivants.

## Biographie

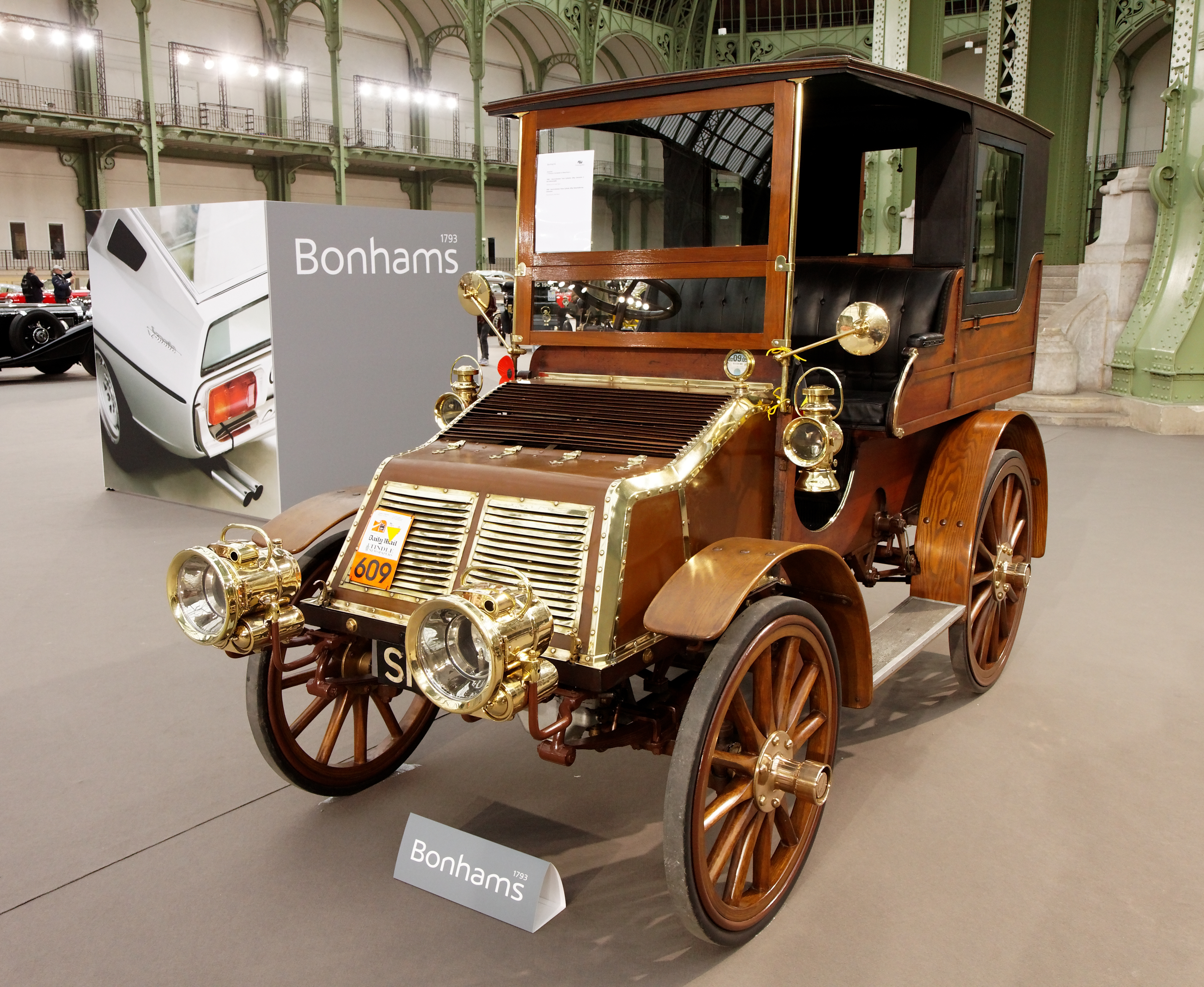
Limousine 3 cylindres 20HP Arrol-Johnston de 1904, conçue sous la direction de J.S. Napier (exposée ici à Paris, au Grand Palais).

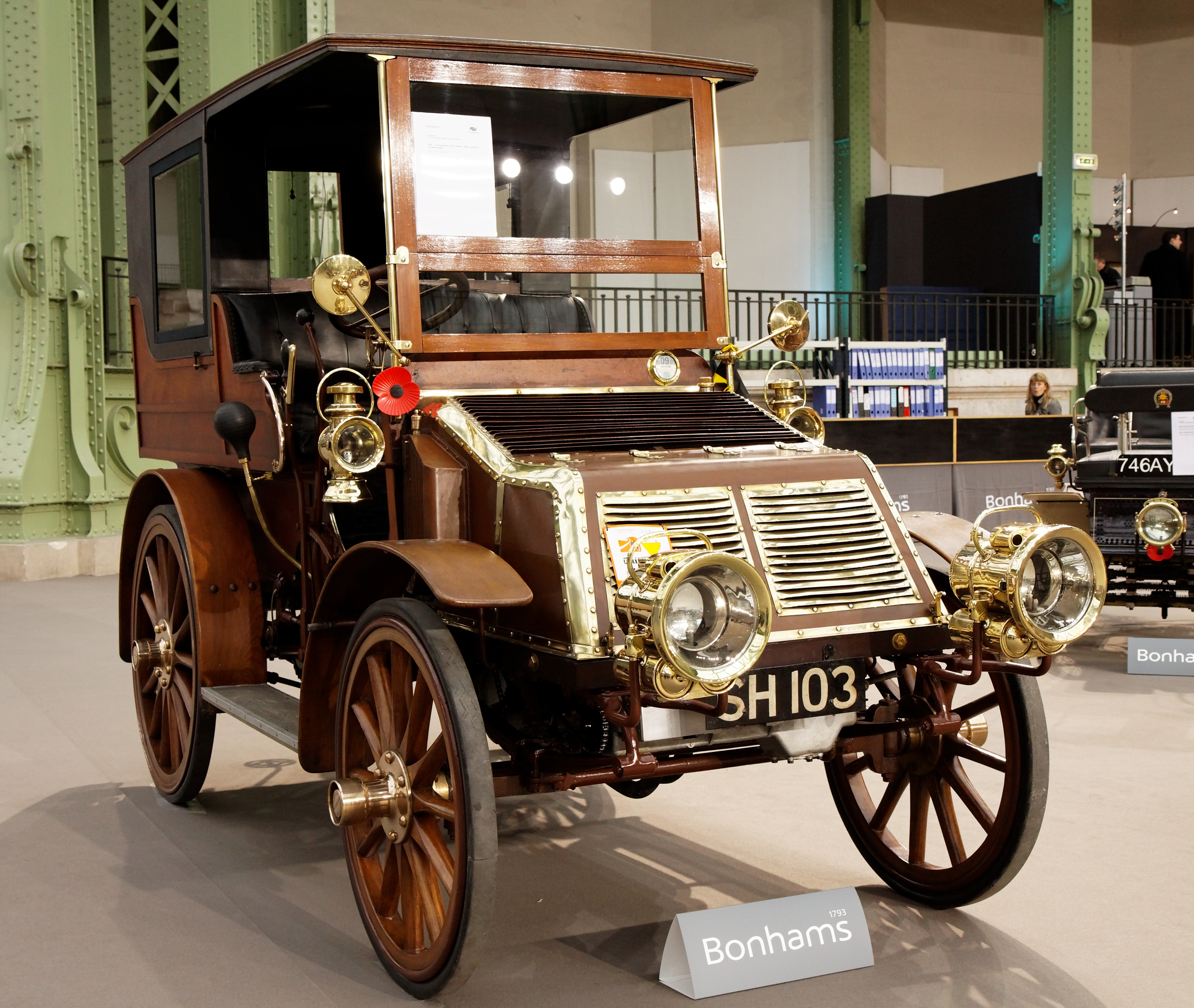
Même véhicule.

J. S. termine ses études après trois années passées à l'école Loretto (East Lothian), puis il apprend la construction maritime durant huit années de l'été 1880 à l'été 1888, à Bowling (West Dunbartonshire) chez John Collins (en ayant l'opportunité de naviguer notamment sur les RMS Ophir et HMS Gibraltar), tout en commençant à apprendre le dessin industriel chez son grand-père à Glasgow, obtenant de ce dernier un poste de dessinateur en temps plein de janvier 1894 à mai 1895. Il quitte le groupe pour diriger alors la production de pâte à papier à Denny, et devient sur place Président de John Collins, Ltd. en 1898.
Constatant ses bonnes capacités de gestionnaire, Sir William Arrol (un ingénieur notamment constructeur de ponts) lui confie en novembre 1902 la direction de Mo-Car Syndicate (firme écossaise de Glasgow, créée en 1896), devenu l'Arrol-Johnston Car Company Ltd. en 1905 et dont il est aussi l'ingénieur en chef.
En 1905, Napier remporte la première édition du RAC Tourist Trophy, organisée sur l'Île de Man, à bord de l'une de ses nouvelles Arrol-Johnston, de puissance 18HP.
Au début des années 1910 il habite à Coventry, puis durant la première moitié des années 1920 il dirige Holland and Hannen and Cubitts avec S. F. Edge, une société qui produit des voitures à Aylesbury jusqu'en 1925 (branche arrêtée car devenue alors déficitaire).
Son fils Robert Carnegie, né en 1900, devient lui aussi un ingénieur automobile en 1920 (diplômé par l'Institution of Automobile Engineers), qui débute chez Daimler avant de s'associer avec son père, puis de devenir assistant de direction chez Cubitt Engineering Co jusqu'à sa mort en 1925 (prématurée, à la suite d'une maladie).
John Stewart Napier ne doit pas être confondu avec l'oncle de Robert, John, dont la fille devint l'épouse de Robert en 1818, ni avec son propre oncle John Napier (1823-1899) fils cadet de Robert responsable du département motorisation chez R. Napier and Sons, ni même encore avec le lieutenant-colonel John Stewart Napier, du Royal Army Service Corps britannique durant la première moitié du XXe siècle.
Athlète et joueur de cricket pour Stirlingshire, il fut également rugbyman avec l'équipe d'Écosse de l'ouest.

## Appartenance
- Membre de la Society of Engineers and Shipbuilders d'Écosse.